# Danemark aux Jeux olympiques d'été de 2016
Le Danemark participe aux Jeux olympiques d'été de 2016 à Rio de Janeiro au Brésil du 5 août au 21 août. Il s'agit de sa 27e participation à des Jeux d'été.

## Médaillés

### Médailles d'or
| Sport              | Discipline              | Athlète(s) | Performance | Date    |
| Médailles d'or : 2 |                         | |             |         |
| Handball           | Tournoi masculin        | Mads Christiansen Michael Damgaard Jannick Green Henrik Toft Hansen Lasse Svan Hansen Mikkel Hansen René Toft Hansen Niklas Landin Jacobsen Mads Mensah Larsen Hans Lindberg Henrik Møllgaard Casper Ulrich Mortensen Jesper Nøddesbo Morten Olsen Kasper Søndergaard | 28-26       | 21 août |
| Natation           | 50 m nage libre féminin | Pernille Blume | 24 s 07     | 13 août |

| Sport                  | Discipline                       | Athlète(s)                                                          | Performance          | Date    |
| Médailles d'argent : 6 |                                  |                                                                     |                      |         |
| Athlétisme             | 400 m haies féminin              | Sara Slott Petersen                                                 | 53 s 55              | 18 août |
| Aviron                 | Quatre sans barreur poids légers | Jacob Barsøe Jacob Larsen Kasper Winther Jørgensen Morten Jørgensen | 6 min 21 s 97        | 11 août |
| Canoë-kayak            | K1 500 mètres femmes             | Emma Åstrand Jørgensen                                              | 1 min 54 s 326       | 18 août |
| Cyclisme sur route     | Course en ligne masculine        | Jakob Fuglsang                                                      |                      | 6 août  |
| Lutte                  | Moins de 75 kg hommes            | Mark Madsen                                                         | 1-3                  | 14 août |
| Badminton              | Double dames                     | Christinna Pedersen Kamilla Rytter Juhl                             | 21-18 / 9-21 / 19-21 | 18 août |

| Sport                   | Discipline                      | Athlète(s)                                                                                     | Performance           | Date    |
| Médailles de bronze : 7 |                                 |                                                                                                |                       |         |
| Aviron                  | Deux sans barreur féminin       | Hedvig Rasmussen Anne Dsane Andersen                                                           | 7 min 20 s 71         | 12 août |
| Cyclisme sur piste      | Poursuite par équipes masculine | Casper Folsach Lasse Norman Hansen Niklas Larsen Frederik Madsen Casper Pedersen Rasmus Quaade | 3 min 53 s 789        | 12 août |
| Cyclisme sur piste      | Omnium masculin                 | Lasse Norman Hansen                                                                            |                       | 15 août |
| Natation                | 4 × 100 m 4 nages libre féminin | Mie Nielsen Rikke Møller Pedersen Jeanette Ottesen Pernille Blume                              | 3 min 55 s 01         | 13 août |
| Voile                   | Laser radial femmes             | Anne-Marie Rindom                                                                              | 71 pts                | 16 août |
| Voile                   | 49er FX femmes                  | Jena Mai Hansen Katja Salskov-Iversen                                                          | 54 pts                | 18 août |
| Badminton               | Simple hommes                   | Viktor Axelsen                                                                                 | 15-21 / 21-10 / 21-17 | 20 août |

| Sport              |   |   |   | Total |
| Natation           | 1 | 0 | 1 | 2     |
| Handball           | 1 | 0 | 0 | 1     |
| Aviron             | 0 | 1 | 1 | 2     |
| Cyclisme sur route | 0 | 1 | 0 | 1     |
| Athlétisme         | 0 | 1 | 0 | 1     |
| Badminton          | 0 | 1 | 1 | 2     |
| Canoë-kayak        | 0 | 1 | 0 | 1     |
| Lutte              | 0 | 1 | 0 | 1     |
| Cyclisme sur piste | 0 | 0 | 2 | 2     |
| Voile              | 0 | 0 | 2 | 2     |
| Total              | 1 | 6 | 7 | 14    |

| Jour    |   |   |   | Total |
| 6 août  | 0 | 1 | 0 | 1     |
| 7 août  | 0 | 0 | 0 | 0     |
| 8 août  | 0 | 0 | 0 | 0     |
| 9 août  | 0 | 0 | 0 | 0     |
| 10 août | 0 | 0 | 0 | 0     |
| 11 août | 0 | 1 | 0 | 1     |
| 12 août | 0 | 0 | 2 | 2     |
| 13 août | 1 | 0 | 1 | 2     |
| 14 août | 0 | 1 | 0 | 1     |
| 15 août | 0 | 0 | 1 | 1     |
| 16 août | 0 | 0 | 1 | 1     |
| 17 août | 0 | 0 | 0 | 0     |
| 18 août | 0 | 3 | 1 | 4     |
| 19 août | 0 | 0 | 0 | 0     |
| 20 août | 0 | 0 | 1 | 1     |
| 21 août | 1 | 0 | 0 | 1     |

## Athlétisme

### Homme

#### Course
| Athlétes        | Compétitions         | Série         | Série | Demi-finales  | Demi-finales | Finale          | Finale  |
| --------------- | -------------------- | ------------- | ----- | ------------- | ------------ | --------------- | ------- |
| Athlétes        | Compétitions         | Temps         | Rang  | Temps         | Rang         | Temps           | Rang    |
| Andreas Bube    | 800 mètres           | 1 min 46 s 67 | 2e    | 1 min 45 s 87 | 7e           | Eliminé         | Eliminé |
| Abdi Hakin Ulad | Marathon             | NC            | NC    | NC            | NC           | 2 h 17 min 06 s | 35e     |
| Ole Hesselbjerg | 3 000 mètres steeple | 8 min 40 s 08 | 11e   | NC            | NC           | Eliminé         | Eliminé |

### Femme

#### Course
| Athlètes                  | Compétitions         | Série   | Série | Demi-Finales | Demi-Finales | Finale  | Finale            |
| ------------------------- | -------------------- | ------- | ----- | ------------ | ------------ | ------- | ----------------- |
| Athlètes                  | Compétitions         | Temps   | Rang  | Temps        | Rang         | Temps   | Rang              |
| Jessica Draskau-Petersson | Marathon             | NC      | NC    | NC           | NC           | 2:36:14 | 40e               |
| Anne Holm Baumeister      | Marathon             | NC      | NC    | NC           | NC           | 2:39:49 | 55e               |
| Sara Slott Petersen       | 400 mètres haies     | 55.20   | 1er   | 54.55        | 2e           | 53.55   | Médaille d'argent |
| Stina Troest              | 400 mètres haies     | 56.06   | 4e    | 56.00        | 4e           | Eliminé | Eliminé           |
| Anna-Emilie Møller        | 3 000 mètres steeple | 9:32.68 | 6e    | NC           | NC           | Eliminé | Eliminé           |

## Aviron
Légende: FA = finale A (médaille) ; FB = finale B (pas de médaille) ; FC = finale C (pas de médaille) ; FD = finale D (pas de médaille) ; FE = finale E (pas de médaille) ; FF = finale F (pas de médaille) ; SA/B = demi-finales A/B ; SC/D = demi-finales C/D ; SE/F = demi-finales E/F ; QF = quarts de finale; R= repêchage
Hommes
| Athlète                                                             | Compétition                      | Séries        | Séries | Repêchage     | Repêchage | Demi-finales  | Demi-finales | Finale        | Finale                             |
| Athlète                                                             | Compétition                      | Temps         | Rang   | Temps         | Rang      | Temps         | Rang         | Temps         | Rang                               |
| ------------------------------------------------------------------- | -------------------------------- | ------------- | ------ | ------------- | --------- | ------------- | ------------ | ------------- | ---------------------------------- |
| Rasmus Quist Mads Rasmussen                                         | Deux de couple poids légers      | 6 min 33 s 67 | 3 R    | 7 min 02 s 78 | 1 SA/B    | 6 min 45 s 05 | 5 FB         | 6 min 34 s 72 | 10                                 |
| Jacob Barsøe Kasper Winther Jørgensen Morten Jørgensen Jacob Larsen | Quatre sans barreur poids légers | 5 min 58 s 21 | 1 SA/B | Bye           | Bye       | 6 min 19 s 62 | 2 FA         | 6 min 21 s 97 | Médaille d'argent, Jeux olympiques |

Femmes
| Athlète                              | Compétition                 | Séries        | Séries | Repêchage     | Repêchage | Quarts de finale | Quarts de finale | Demi-finales   | Demi-finales   | Finale         | Finale                              |
| Athlète                              | Compétition                 | Temps         | Rang   | Temps         | Rang      | Temps            | Rang             | Temps          | Rang           | Temps          | Rang                                |
| ------------------------------------ | --------------------------- | ------------- | ------ | ------------- | --------- | ---------------- | ---------------- | -------------- | -------------- | -------------- | ----------------------------------- |
| Fie Udby Erichsen                    | Skiff                       | 8 min 30 s 07 | 2 QF   | exempt        | exempt    | 7 min 33 s 24    | 1 SA/B           | 8 min 08 s 65  | 6 FB           | 7 min 25 s 13  | 9                                   |
| Anne Dsane Andersen Hedvig Rasmussen | Deux sans barreur           | 7 min 05 s 28 | 2 SA/B | exempt        | exempt    | NC               | NC               | 7 min 27 s 56  | 1 FA           | 7 min 20 s 71  | Médaille de bronze, Jeux olympiques |
| Nina Hollensen Lisbet Jakobsen       | Deux de couple              | 7 min 18 s 92 | 5 R    | 7 min 04 s 35 | 4         | NC               | NC               | Pas qualifiées | Pas qualifiées | Pas qualifiées | Pas qualifiées                      |
| Anne Lolk Juliane Elander Rasmussen  | Deux de couple poids légers | 7 min 01 s 84 | 2 SA/B | exempt        | exempt    | NC               | NC               | 7 min 20 s 29  | 4 FB           | 7 min 27 s 36  | 9                                   |

## Badminton
| Athlète                                       | Compétition   | Phase de groupes                            | Phase de groupes                                     | Phase de groupes                        | Phase de groupes | 1/8e de finale                 | Quarts de finale                        | Demi-finales                          | Finale ou 3e place                                   | Finale ou 3e place |
| Athlète                                       | Compétition   | Adversaire Score                            | Adversaire Score                                     | Adversaire Score                        | Rang             | Adversaire Score               | Adversaire Score                        | Adversaire Score                      | Adversaire Score                                     | Rang               |
| --------------------------------------------- | ------------- | ------------------------------------------- | ---------------------------------------------------- | --------------------------------------- | ---------------- | ------------------------------ | --------------------------------------- | ------------------------------------- | ---------------------------------------------------- | ------------------ |
| Viktor Axelsen                                | Simple hommes | bat Ponsana 21-14, 21-13                    | bat Lee 21-11, 21-13                                 | NC                                      | 1er Gr. L        | bat Evans 21-16, 21-12         | bat Ouseph 21-12, 21-16                 | battu par Long 14-21, 15-21           | bat Dan 15-21, 21-10, 21-17                          | · 3e place         |
| Jan Ø. Jørgensen                              | Simple hommes | bat Must 21-8, 21-15                        | bat Leverdez 21-11, 21-18                            | NC                                      | 1er Gr. G        | battu par Kidambi 19-21, 19-21 | Éliminé                                 | Éliminé                               | Éliminé                                              | Éliminé            |
| Line Kjærsfeldt                               | Simple dames  | bat Vainio 21-9, 21-8                       | battue par Marín 16-21, 13-21                        | NC                                      | 2e Gr. A         | Éliminée                       | Éliminée                                | Éliminée                              | Éliminée                                             | Éliminée           |
| Mathias Boe / Carsten Mogensen                | Double hommes | battent Ellis / Langridge 21-9, 9-21, 21-16 | battent Cwalina / Wacha 21-17, 21-17                 | battus par Kim G. / Kim S. 15-21, 18-21 | 3e Gr. C         | NC                             | Éliminés                                | Éliminés                              | Éliminés                                             | Éliminés           |
| Christinna Pedersen / Kamilla Rytter Juhl     | Double dames  | battues par Luo Ying / Luo Yu 11-21, 18-21  | battent Lee / Obanan 21-9, 21-6                      | battent Jung / Shin 21-16, 21-18        | 2e Gr. B         | NC                             | battent Chang / Lee 28-26, 18-21, 21-15 | battent Tang / Yu 21-16, 14-21, 21-19 | battues par Matsutomo / Takahashi 21-18, 9-21, 19-21 | · 2e place         |
| Joachim Fischer Nielsen / Christinna Pedersen | Double mixte  | battent Mateusiak / Zięba 21-18, 23-21      | battus par C. Adcock / G. Adcock 19-21, 24-22, 17-21 | battus par Xu / Ma 24-22, 9-21, 16-21   | 4e Gr. B         | NC                             | Éliminés                                | Éliminés                              | Éliminés                                             | Éliminés           |

## Cyclisme

### Cyclisme sur route
| Athlète                 | Compétition             | Temps              | Rang |
| ----------------------- | ----------------------- | ------------------ | ---- |
| Jakob Fuglsang          | Course en ligne hommes  | 6 h 10 min 05 s    | 2e   |
| Jakob Fuglsang          | Contre-la-montre hommes | ND                 | -    |
| Christopher Juul-Jensen | Course en ligne hommes  | 1 h 16 min 49 s:62 | 19e  |
| Chris Anker Sørensen    | Course en ligne hommes  | ND                 | -    |

### Cyclisme sur piste
Poursuite
| Athlète                                                                                        | Compétition                  | Qualification | Qualification | Demi-finales        | Demi-finales | Finale              | Finale |
| Athlète                                                                                        | Compétition                  | Temps         | Rang          | Adversaire Résultat | Rang         | Adversaire Résultat | Rang   |
| ---------------------------------------------------------------------------------------------- | ---------------------------- | ------------- | ------------- | ------------------- | ------------ | ------------------- | ------ |
| Casper Folsach Lasse Norman Hansen Niklas Larsen Frederik Madsen Casper Pedersen Rasmus Quaade | Poursuite par équipes hommes |               |               |                     |              |                     |        |

Omnium
| Athlète             | Compétition   | Scratch | Poursuite | Poursuite | Élimination | Contre-la-montre | Contre-la-montre | Tour lancé | Tour lancé | Course aux points | Course aux points | Total | Rang |
| Athlète             | Compétition   | Rang    | Temps     | Rang      | Rang        | Temps            | Rang             | Temps      | Rang       | Points            | Rang              | Total | Rang |
| ------------------- | ------------- | ------- | --------- | --------- | ----------- | ---------------- | ---------------- | ---------- | ---------- | ----------------- | ----------------- | ----- | ---- |
| Lasse Norman Hansen | Omnium hommes |         |           |           |             |                  |                  |            |            |                   |                   |       |      |
| Amalie Dideriksen   | Omnium femmes |         |           |           |             |                  |                  |            |            |                   |                   |       |      |

### VTT
| Athlète          | Compétition              | Temps | Rang |
| ---------------- | ------------------------ | ----- | ---- |
| Simon Andreassen | Cross-country VTT hommes |       |      |
| Annika Langvad   | Cross-country VTT femmes |       |      |

### BMX
| Athlète            | Compétition | Qualifications | Qualifications | Quarts de finale | Quarts de finale | Demi-finales | Demi-finales | Finale   | Finale |
| Athlète            | Compétition | Résultat       | Rang           | Résultat         | Rang             | Résultat     | Rang         | Résultat | Rang   |
| ------------------ | ----------- | -------------- | -------------- | ---------------- | ---------------- | ------------ | ------------ | -------- | ------ |
| Niklas Laustsen    | BMX hommes  |                |                |                  |                  |              |              |          |        |
| Simone Christensen | BMX femmes  |                |                | NC               | NC               |              |              |          |        |

## Football

### Tournoi masculin
L'équipe du Danemark olympique de football gagne sa place pour les Jeux lors du Championnat d'Europe de football espoirs 2015.

## Natation
| Athlète                                                   | Épreuve         | Séries        | Séries | Demi-finales | Demi-finales | Finale   | Finale   |
| Athlète                                                   | Épreuve         | Temps         | Rang   | Temps        | Rang         | Temps    | Rang     |
| --------------------------------------------------------- | --------------- | ------------- | ------ | ------------ | ------------ | -------- | -------- |
| Jeanette Ottesen                                          | 100 m papillon  | 57 s 15       | 7e     | 57 s 47      | 6e           | 57 s 17  | 7e       |
| Pernille Blume Julie Kepp Jensen Sarah Bro Mie Ø. Nielsen | 4 × 100 m libre | 3 min 39 s 45 | 12e    | NC           | NC           | Éliminée | Éliminée |

| Athlète      | Épreuve     | Séries        | Séries | Demi-finales | Demi-finales | Finale  | Finale  |
| Athlète      | Épreuve     | Temps         | Rang   | Temps        | Rang         | Temps   | Rang    |
| ------------ | ----------- | ------------- | ------ | ------------ | ------------ | ------- | ------- |
| Anton Ipsen  | 400 m libre | 3 min 48 s 31 | 20e    | NC           | NC           | Éliminé | Éliminé |
| Mads Glæsner | 400 m libre | 3 min 52 s 59 | 36e    | NC           | NC           | Éliminé | Éliminé |